# Баттута (музика)
Батута (італ. battuta, від battere — «вдаряти») — спеціальний інструмент, що використовувався у XV–XVIII ст. для відбивання такту під час ансамблевої гри або хорового співу. Вважається одною з попередниць диригентської палички. Виготовлялась зазвичай з дерева. Деколи функції батути виконували згорнуті в трубку ноти (на картинах майстрів XVII–XVIII ст. часто зустрічається фігура музиканта, який диригує саме таким способом).

## Історія створення та використання
У своєму розвитку диригування пройшло декілька етапів, один з яких — управління ритмічною стороною виконання за допомогою стуку. Для цієї цілі і використовувалася батута. Найчастіше це була масивна тростина з металу чи дерева. Нею керівник музичного колективу відбивав такт, прагнучи таким чином забезпечити ритмічне виконання музичного твору.
Вперше батуту використав у 1564 році італійський композитор Джованні да Палестрина. В епоху Відродження тактування батутою широко розповсюдилось: до нього зверталися не лише світські музиканти, але й церковні регенти.
Серед відомих музикантів, що використовували батуту, був французький композитор Жан-Батіст Люллі. Диригуючи своїм твором «Te Deum», написаним на честь одужання короля Людовика XIV, Люллі завдав сильного удару по власній нозі. Травма виявилась фатальною: через нарив на пальці у композитора розвинулася гангрена, від якої він помер.
Відбивання такту батутою дозволяло задавати і підтримувати ритм і темп, але абсолютно не відображало художньо-виражальний аспект диригування. Крім того, стук диригентської палки заважав сприймати музику слухачам. Тому вже до XVIII ст. практика подібного «шумного диригування» перестала існувати. Сучасне диригування виникло на її базі, однак пройшло багато часу, щоб рух руки диригента вгору та вниз стали сприймати незалежно від звука удару. Лише в ХІХ ст. диригентська паличка стала такою, як ми знаємо її сьогодні, — невеликою та легкою — а її роллю стало не лише відбивання ритму, але й підкреслення виразності жестів.
Проте, у Франції батута збереглася в класичному балеті — традиційно, її використовують педагоги Школи танцю Паризької опери [Архівовано 17 березня 2020 у Wayback Machine.] для відбивання такту і виправлення помилок учнів.